# Hinterland (seizoen 1)
Dit artikel vat het eerste seizoen van Hinterland samen. Dit seizoen liep van 29 oktober 2013 tot 21 november 2013 en bevatte vier afleveringen, in het Verenigd Koninkrijk werden deze afleveringen in twee delen uitgezonden. 

## Rolverdeling

### Hoofdrol
- Richard Harrington – als hoofdinspecteur (DCI) Tom Mathias
- Mali Harries – als inspecteur (DI) Mared Rhys
- Alex Harries – als rechercheur (DC) Lloyd Ellis
- Hannah Daniel – als rechercheur (DS) Siân Owens
- Aneirin Hughes – als superintendent Brian Prosser

### Terugkerende rollen
- Geraint Morgan - Iwan Thomas
- Geraint Lewis - dr. Haydn Blake
- Sioned Dafydd - Elin Rhys

## Afleveringen
| Nr. | Aflevering | Titel                            | Regisseur   | Schrijver(s)                 | Uitzenddatum                      |  |
| --- | ---------- | -------------------------------- | ----------- | ---------------------------- | --------------------------------- |  |
| 1 2 | 1          | Devil's Bridge deel 1 + 2        | Marc Evans  | David Joss Buckley Ed Thomas | 29 oktober 2013 31 oktober 2013   |  |
| Op zijn eerste dag in zijn nieuwe baan in Aberystwyth wordt hoofdinspecteur Tom Mathias op onderzoek uitgestuurd naar een verdachte verdwijning. In een afgelegen bungalow aan een strand ontdekt hij een badkamer vol met bloedsporen, maar de eigenaresse Helen Jenkins van de woning is nergens te bekennen. Mathias en inspecteur Mared Rhys ontdekken dat Helen in het verleden directrice was van een kindertehuis vlak bij Devil's Bridge, en de inspecteurs gaan dan naar het pand waar vroeger het kindertehuis was gehuisvest. Daar aangekomen vinden zij bewijs dat Helen in een ravijn is gegooid vlak bij het voormalig kindertehuis. Verder onderzoek leidt Mathias naar voormalige bewoners van het kindertehuis, die toen allemaal zijn vertrokken nadat bekend werd dat onder toezicht van Helen diverse misbruiken plaatsvond. Naarmate de zaak steeds ingewikkelder wordt ontdekt Mathias een vrouw met een psychose die in deze tijd een baby kreeg, die misschien de sleutel heeft voor de oplossing van deze zaak. |            |                                  |             |                              |                                   |  |
| 3 4 | 2          | Night Music deel 1 + 2           | Gareth Bryn | Ed Talfan                    | 5 november 2013 7 november 2013   |  |
| Wanneer de negenenzestigjarige Idris Williams bruut wordt vermoord gaan Mathias en Rhys op onderzoek uit. Hij werd doodgeslagen gevonden in zijn boerderij in de heuvels van Aberystwyth. Op het eerste gezicht kunnen zij geen motief vinden voor deze moord, maar dan ontdekken zij de verdwijning van een camera en een foto dat het slachtoffer had gemaakt. Zij denken dat deze foto iets bevatte wat de moordenaar geheim wil houden. Terwijl het onderzoek voortduurt ontdekken de inspecteurs informatie over een langdurige familietwist in de regio, die dan diverse verdachte levert voor de moord. Tevens ontdekken zij dat de verdwijning van drie krijgsgevangene uit een kamp in 1943 een sleutel kan leveren tot de ontmaskering van de dader. Voordat de dader wordt gevonden wordt een tweede slachtoffer ontvoerd, en Mathias beseft dan dat de tijd op begint te raken om het tweede slachtoffer levend terug te vinden.                                                                                             |            |                                  |             |                              |                                   |  |
| 5 6 | 3          | Penwyllt deel 1 + 2              | Rhys Powys  | David Joss Buckley Ed Thomas | 12 november 2013 14 november 2013 |  |
| In het afgelegen dorp Penwyllt, in het graafschap Powys, wordt in een groeve het lichaam gevonden van Michael Reynolds. Forensisch onderzoek wijst uit dat Michael niet op deze plek vermoord werd, dit na de vondst van schapenurine en ontlasting sporen in zijn longen. Mathias ontdekt al snel dat de lokale bevolking niet echt mee wil werken met zijn onderzoek, en dat Michael een affaire had met de vrouw van de lokale caféeigenaar. Tevens ontdekt Mathias dat Michael regelmatig de zoon van zijn collega diep de bossen innam om een kluizenaar te bezoeken, die jaren geleden zijn eigen huis in brand stak waarbij zijn vrouw en kinderen bijna bij omkwamen. Nadat in een lokale garage het lichaam van een tweede slachtoffer wordt gevonden gaat Mathias, ondanks het negatief advies van superintendent Brian Prosser, dieper graven in het dagelijks leven van het kleine dorp om zo de dader te ontmaskeren. |            |                                  |             |                              |                                   |  |
| 7 8 | 4          | The Girl in the Water deel 1 + 2 | Ed Thomas   | Jeff Murphy                  | 19 november 2013 21 november 2013 |  |
| In een drasland bij Borth, een dorp ten noorden van Aberystwyth wordt het lichaam van een jonge vrouw gekleed in een rode jurk gevonden. Zij werd na haar dood door haar moordenaar in een speciale positie geplaatst. Mathias verdenkt al snel haar ex-vriend, die door de vader van het slachtoffer voor haar dood werd beschuldigd en hij geeft dan ook een vals alibi op. Maar dan ontdekt Mathias dat het slachtoffer een affaire had met haar universiteitsprofessor, die op de avond voor haar dood een einde wilde maken aan hun relatie. Terwijl Mathias een diepere relatie begint te krijgen met de rouwende moeder van het slachtoffer, beseft hij ineens dat hij een belangrijke verdachte over het hoofd heeft gezien. Nadat Mathias een plan ontdekt voor een tweede moord is hij vastbesloten om het mogelijke tweede slachtoffer te redden, en de dader te pakken. Maar deze zaak drijft Mathias al snel naar zijn grenzen, zowel persoonlijke als zakelijke.                                                           |            |                                  |             |                              |                                   |  |